# Lien Chan
Lien Chan, född 27 augusti 1936 i Xi'ani Kina, är en taiwanesisk politiker tillhörande partiet Kuomintang.
Han har bland annat tjänstgjort som ambassadör i  El Salvador (1975–1976), minister för kommunikation och transport (1981–1987), vice premiärminister (1987–1988), utrikesminister (1988–1990) och guvernör for provinsen Taiwan.
Han var premiärminister mellan 1993 och 1997. Från 1996 till 2000 var han vice president för Republiken Kina (Taiwan). Efter att ha förlorat i presidentvalet mot Chen Shui-bian 2000 blev han partiledare för Kuomintang, vilket han förblev till den 16 juli 2005 då han ersattes av Ma Ying-jeou, efter mycket knappt valnederlag.
Lien Chan blev 2010 korad som förste mottagare av Konfucius' fredspris för hans strävan att utveckla förbindelserna mellan Taiwan och Folkrepubliken Kina, men han accepterade dock inte priset.